# إروين كيج
إروين كيج (بالإنجليزية: Irwin Gage)‏ هو عازف بيانو أمريكي، ولد في 4 سبتمبر 1939 في كليفلاند في الولايات المتحدة، وتوفي في 12 أبريل 2018 في زيورخ في سويسرا.

## وصلات خارجية
- إروين كيج على موقع ميوزك برينز (الإنجليزية)
- إروين كيج على موقع أول ميوزيك (الإنجليزية)
- إروين كيج على موقع ديسكوغز (الإنجليزية)